# Миронов, Владимир Фёдорович
Владимир Фёдорович Миронов (род. 1957) — советский и российский химик, специалист в области органической и элементоорганической химии, член-корреспондент РАН (2008).

## Биография
Родился 12 сентября 1957 года в Казани.
В 1974 году — с золотой медалью окончил среднюю школу № 132 в Казани.
В 1979 году — с отличием окончил химический факультет Казанского государственного университета, затем учился там же в очной аспирантуре при кафедре химии полимеров по специальности «Химия элементоорганических соединений».
В 1983 году — окончил аспирантуру и защитил кандидатскую диссертацию на тему: «Синтез и некоторые реакции (-фосфорилированных триалкилфосфитов».
С 1983 по 1986 годы — работал старшим научным сотрудником в Казанском научно-исследовательском институте химико-фотографической промышленности (КазНИИтехфотопроект).
В 1986 году — принят на работу в КГУ старшим научным сотрудником химического факультета.
В 1995 году — защитил докторскую диссертацию, тема: «Реакции фторалкилфосфитов с галогенсодержащими соединениями. Синтез 1-галогеналкоксифосфоранов на их основе».
С 1996 по 2000 годы — ведущий научный сотрудник Института органической и физической химии им. А. Е. Арбузова Казанского филиала Российской академии наук (сейчас это — Казанского научного центра РАН, ИОФХ КазНЦ РАН).
В 2000 году — было присвоено ученое звание профессора по специальности «химия элементоорганических соединений» и он становится заведующим лабораторией химией возобновляемого природного сырья ИОФХ КазНЦ РАН.
С 2002 года по настоящее время — заведующий лабораторией фосфорсодержащих аналогов природных соединений ИОФХ КазНЦ РАН.
В 2008 году — избран членом-корреспондентом РАН.